# Гемюнден (Фельда)
Гемюнден (нем. Gemünden) — община в Германии, в земле Гессен. Подчиняется административному округу Гиссен. Входит в состав района Фогельсберг. Население составляет 2909 человек (на 31 декабря 2010 года). Занимает площадь 55,0 км².